# برت فولدز
برت فولدز (انگلیسی: Bert Foulds; ۸ اوت ۱۹۱۹ – ۷ آوریل ۱۹۹۳) بازیکن فوتبال اهل بریتانیا بود.
از باشگاه‌هایی که در آن بازی کرده‌است می‌توان به باشگاه فوتبال کریستال پالاس، باشگاه فوتبال یئوویل تاون، باشگاه فوتبال آلترینچام، باشگاه فوتبال کرو آلکساندرا، باشگاه فوتبال روچدیل، و باشگاه فوتبال کونگلتون تاون اشاره کرد.